# Kainuunsaari (ö i Oulunkaari)
Kainuunsaari är en ö i Finland. Den ligger i vattendraget Korpijoki och i kommunen Pudasjärvi i den ekonomiska regionen  Oulunkaari  och landskapet Norra Österbotten, i den centrala delen av landet, 600 km norr om huvudstaden Helsingfors. Öns area är 0,3 hektar och dess största längd är 80 meter i sydväst-nordöstlig riktning.